# Initiative populaire « pour la garantie des droits populaires dans la question douanière »
L'initiative populaire « Pour la garantie des droits populaires dans la question douanière », appelée également initiative des douanes, est une initiative populaire fédérale suisse, rejetée par le peuple et les cantons le 15 avril 1923.

## Contenu
L'initiative propose de modifier les articles 29 et 89 de la Constitution fédérale pour préciser que d'éventuelles modifications exceptionnelles liées à des taxes à l'importation ou à l'exportation ne peuvent être prises par le Conseil fédéral que jusqu'à la prochaine session des chambres fédérales, où ces mesures devront être approuvées pour être maintenues. Les arrêtés fédéraux liés aux droits de douane ne peuvent enfin pas être déclarés « urgent » et sont ainsi systématiquement attaquables par voie de référendum.
Le texte complet de l'initiative peut être consulté sur le site de la Chancellerie fédérale.

## Déroulement

### Contexte historique
Le 15 mars 1903, la loi sur le tarif des douanes est acceptée en votation populaire après un débat très animé dans le pays. Cette loi, conforme aux articles 28 et 29 de la Constitution, autorise le Conseil fédéral à modifier, en tout temps, les droits de douane perçus sur les produits venant de pays qui, eux-mêmes, taxent fortement les produits suisses d'exportation. Cette mesure, selon le Conseil fédéral, se justifiait devant les barrières douanières mises en place par les principaux partenaires économiques de la Suisse pour juguler les effets de la crise financière découlant de la Première Guerre mondiale.

### Récolte des signatures et dépôt de l'initiative
La récolte des 50 000 signatures nécessaires par le Parti socialiste suisse a débuté en juin 1919, la date exacte étant inconnue. Le 22 mars 1922, l'initiative a été déposée à la chancellerie fédérale qui l'a déclarée valide le 29 mai.

### Discussions et recommandations des autorités
Le parlement et le Conseil fédéral (Suisse) recommandent tous deux le rejet de cette initiative. Dans son message adressé à l'assemblée, le Conseil fédéral met en cause les initiants et les accuse de vouloir changer l'« l'orientation de [la] politique douanière », sous couvert de permettre au peuple de se prononcer sur la fixation des droits de douane. De plus, l'abolition de différentes taxes sur le tabac et les alcools, induits en cas d'acceptation de l'initiative, aurait des répercussions graves sur le budget de la Confédération.

### Votation
Soumise à la votation le 14 avril 1923, l'initiative est refusée par 19 5/2 cantons et par 73,2 % des suffrages exprimés. Le tableau ci-dessous détaille les résultats par cantons :